# 西祝寺
西祝寺位於四川省攀枝花市仁和區，文物遺址年代判定為清。2012年7月16日公佈為第八批四川省文物保護單位。

## 簡介[2]
西祝寺位於四川省攀枝花市仁和區中壩鄉大紙房村，始建於明洪武年間（1368-1398年），原為武帝神祠，清道光五年（1825）重建四大殿，坐西南向東北，占地面積1600平方公尺。現僅存後殿，名為大書房，建築面積114平方公尺，主體為土木結構，穿斗式梁架，硬山式屋頂，兩面坡蓋小青瓦，單簷，面闊3間長16公尺，進深7公尺，通高8公尺，台基高0.35公尺。寺內有“重建西祝寺碑”1通。西祝寺為攀枝花市境內現存不多的清代古建築之一，具有一定的歷史意義及研究價值。